# 斯特尼萊什蒂鄉
46°37′06″N 28°10′17″E / 46.61833°N 28.17139°E
斯特尼萊什蒂鄉（羅馬尼亞語：Comuna Stănilești, Vaslui），是羅馬尼亞的鄉份，位於該國東北部，由瓦斯盧伊縣負責管轄，面積88平方公里，海拔高度22米，2007年人口5,670，人口密度每平方公里64人。